# 2004 год в науке
В 2004 году были различные научные и технологические события, некоторые из которых представлены ниже.

## События
- 4 января — марсоход Спирит успешно спустился на Марс.
- апрель - впервые с помощью адаптивной оптики Very Large Telescope удалось сфотографировать экзопланету вокруг звезды 2M1207 в созвездии Центавра[1].
- 21 июня — первый в мире частный управляемый космический корабль «SpaceShipOne» впервые вышел в космос.
- 1 июля — космический аппарат Кассини-Гюйгенс после 7 лет путешествия достиг системы Сатурна и приступил к исследованию колец, спутников и магнитосферы Сатурна.
- 3 августа — запуск американской автоматическая межпланетная станция Мессенджер для исследования Меркурия.
- 20 ноября — запуск орбитальной обсерватории Swift.
- сентябрь — Запущен проект распределенных вычислений LHC@home, целью которого является расчёт и оптимизация магнитной подсистемы Большого адронного коллайдера[2].
- ноябрь — Запущен проект распределенных вычислений Einstein@Home, целью которого является поиск гравитационных волн и пульсаров[3].

## Достижения человечества

### Открытия
- 3 февраля — открыты 113 и 115 химические элементы.
- 21 июля — на 17-й конференции по общей теории относительности и гравитации в Дублине, Ирландия, астрофизик Стивен Хокинг в своём докладе продемонстрировал решение проблемы исчезновения информации в чёрной дыре, почти 30 лет остававшейся нерешённой.

### Изобретения
- 17 июня — сразу две исследовательские группы независимо друг от друга впервые осуществили квантовую телепортацию атомов.
- 22 октября — Андреем Геймом и Константином Новосёловым изобретён способ получения графена[4].

### Новые виды животных
- Животные, описанные в 2004 году

## Награды
- Нобелевская премия:
  - Физика — Дэвид Гросс, Дэвид Политцер, Фрэнк Вильчек, «За открытие асимптотической свободы в теории сильных взаимодействий».
  - Химия — Аарон Чехановер, Аврам Гершко и Ирвин Роуз, «За открытие убиквитин опосредованного разложения белка».
  - Физиология и медицина — Ричард Эксел, Линда Бак, «За исследования обонятельных рецепторов и организации системы органов обоняния».

- Большая золотая медаль имени М. В. Ломоносова
  - Гурий Иванович Марчук — за выдающийся вклад в создание новых моделей и методов решения задач в физике ядерных реакторов, физике атмосферы и океана и иммунологии.
  - Эдвард Нортон Лоренц — за основополагающий вклад в разработку теории общей циркуляции атмосферы.

Другие награды РАН
- Литературоведение:
  - Премия имени А. С. Пушкина — Михаил Леонович Гаспаров — академик РАН, заведующий сектором структурной лингвистики и лингвистической поэтики Института русского языка РАН — за «Избранные труды» (том 1 «О поэтах»; том 2 «О стихах»; том 3 «О стихе»)[5].

- Премия Бальцана:
  - Доисторическая археология: Эндрю Колин Ренфрю (Великобритания).
  - Человечество, мир и братство между народами: Община Святого Эгидио.
  - Эпидемиология: Майкл Мармот (Великобритания).
  - Исследования исламского мира от конца XIX до конца XX вв.: Никки Кедди (США).
  - Математика: Пьер Делинь (Бельгия).

- Премия Тьюринга
  - Винтон Серф и Роберт Кан — За пионерскую работу по проблеме межсетевого обмена (англ. internetworking), включая разработку и реализацию основных Интернет-протоколов, TCP/IP и за ведущую роль в области компьютерных сетей.

- Абелевская премия
  - Сэр Майкл Ф. Атья (Эдинбургский университет, Великобритания) и Изадор Зингер (Массачусетский технологический институт, США) — «за открытие и доказательство теоремы об индексе, соединившей топологию, геометрию и анализ, и за их выдающуюся роль в наведении новых мостов между математикой и теоретической физикой».

- Первое награждение Премией Шао (9 сентября 2004):
  - Астрономия: Джеймс Пиблс (канада) — «За его новаторский вклад в космологию. Он заложил базу для почти всех современных исследований в космологии, теоретических и практических, превратив область, полную предположений, в точную науку».
  - Биология и медицина: Стэнли Коэн и Герберт Бойер (США) — «За их открытия в области клонирования ДНК и генетической инженерии».

Кань Ютвай (США/Канада) — «За его открытия в области полиморфизма ДНК и его влияния на человеческую генетику».
Сэр Ричард Долл (Великобритания) — «За его вклад в современную эпидемиологию рака».
- - Математика: Чэнь Синшэнь (КНР) — «За основание глобальной дифференциальной геометрии и продолжающееся лидерство в этой области, приведшее к прекрасным разработкам, находящимся в центре современной математики».

- Международная премия по биологии
  - Кавалир-Смит, Томас — систематика и таксономия.

## Скончались
- 6 апреля — Лариса Иосифовна Богораз, советский и российский лингвист, правозащитница, публицист.
- 18 мая — Арнольд Орвилл Бекман, американский химик, изобретатель pH-метра, основатель компании Beckman Instruments.
- 12 августа — Алексей Алексеевич Леонтьев, российский психолог и лингвист.
- 15 августа — Суне Бергстрём, шведский биохимик.
- 23 сентября — Брайс Девитт, американский физик.
- 8 октября — Жак Деррида, французский философ и теоретик литературы.
- 19 октября — Кеннет Юджин Айверсон, канадский учёный в области теории вычислительных систем, программист, автор языка программирования APL, получивший за эту разработку в 1979 году премию Тьюринга Ассоциации компьютерной техники (ACM).
- 19 ноября — Джон Вейн, британский фармаколог, лауреат Нобелевской премии по физиологии и медицине.
- 29 декабря — Джулиус Аксельрод, американский биохимик и фармаколог. Лауреат Нобелевской премии по физиологии и медицине.